# 特伦斯·希尔

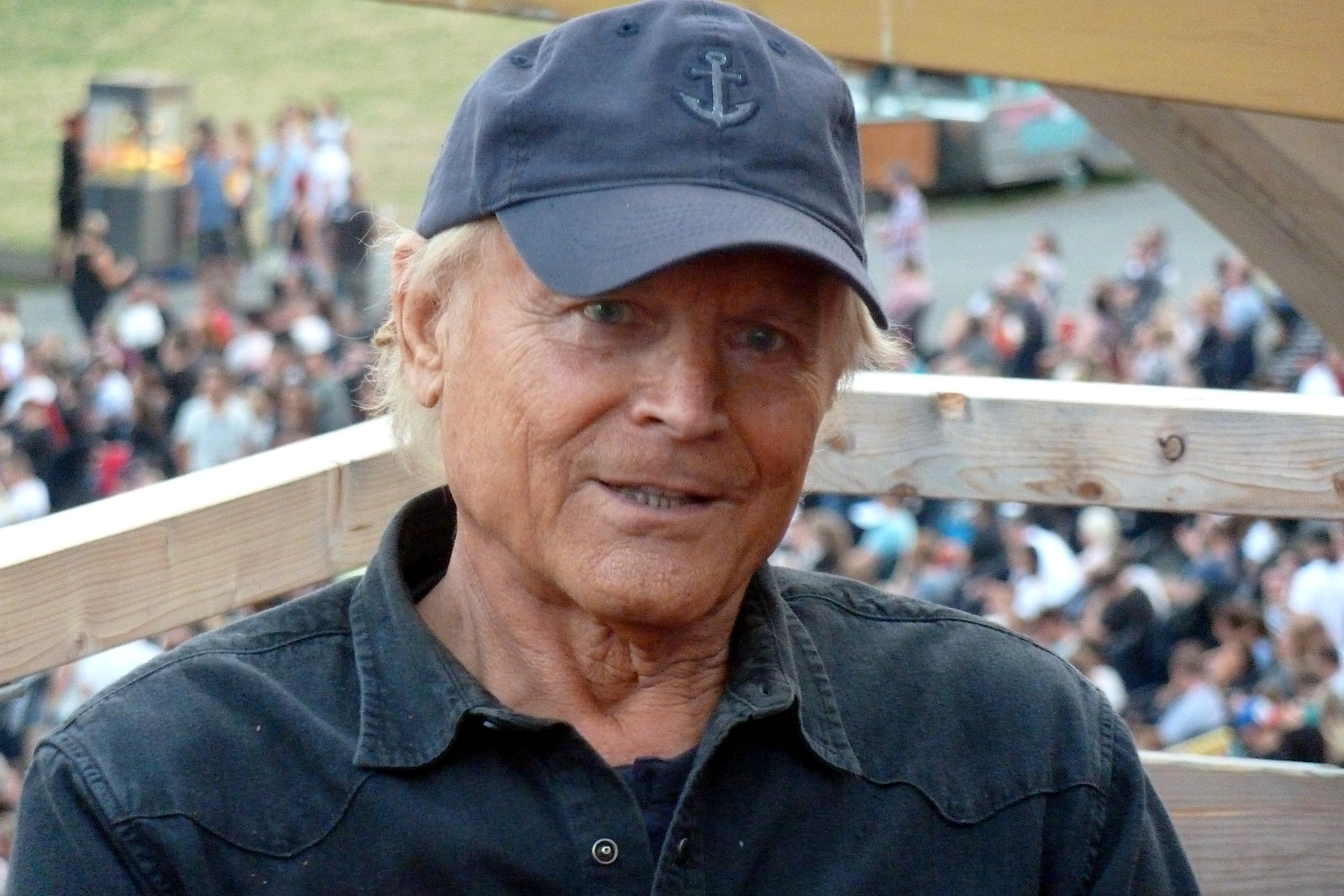
特伦斯·希尔于 2018 年 8 月 28 日在德国德累斯顿接受采访。

特伦斯·希尔（英語：Terence Hill；1939年3月29日—），原名为马里奥·吉罗蒂（Mario Girotti），意大利演员。他和他长期合作伙伴特伦斯·希尔以动作喜剧片中的角色而出名。两人“获得了世界范围内的声誉并吸引了百万观众到电影院里”。斯藩塞和希尔一起演出、制作并导演了二十多部电影。
作为摄影小说的翻译，他的人气在他职业生涯的第二阶段因对长寿电视剧《唐·马特奥》（Don Matteo）的主角角色的诠释而再次受到重视。

## 早年生活
希爾於1939年3月29日出生於意大利威尼斯。他的母親Hildegard Girotti（娘家姓Thieme）祖籍德國德累斯顿。他的父親Girolamo Girotti是意大利人，職業是化學家。他童年時期住在德国薩克森州小鎮洛马奇。12歲時，他在一次游泳比賽中被意大利電影製片人迪諾·里西發掘，隨後成為了兒童演員，在《里西與黑幫的假期》（Risi's Vacation with a Gangster）（1951年）中飾演孤兒幫頭目詹尼（Gianni）。 